# 京春上
京 春上（きょう はるえ、1950年12月28日 - ）は、日本の元女優。東京都墨田区出身。本名、石濱 春上（いしはま はるえ）。

## 来歴・人物
父は文学者の石濱恒夫。母は東京・銀座のバーのママで、織田作之助の最期を看取ったという人物。妹はエッセイスト、挿絵画家の石浜紅子。春上の名の名付け親は、古くから両親が親しかった川端康成で、『源氏物語』から採ったという。小学生の頃から芝居は好きだったが、小学校の卒業文集には「将来は小説家になりたい」と書いたという。演劇を始めたのは中学3年生の時に演劇部に入ってからだった。1968年の川端康成のノーベル文学賞受賞時には、自身も劇作家の北條誠の娘の北條元子と一緒にストックホルムへ同行した。高校3年生の時、1969年の正月にその川端の元に年始の挨拶に行った時にはその席で「私、女優なりたいんです」と告白したことがある。
トキワ松学園高等学校卒業後は洋裁学校に進んだが、演劇をやりたい気持ちが抑えられず、母親に相談したところ、母は川端康成にその旨の相談を持ちかけ、京都南座で行われた川端原作の演劇公演『雪国』に出演させてもらえることになった。実質、何の演劇の訓練も積まないまま、初舞台に立ったということになった。その『雪国』の公演で葉子役を演じていた女優の河村有紀の付き人になり、その後、舞台で共演した天知茂に誘われて、『剣豪「武蔵に勝った強い奴」』（1970年、NET）で主演の天知の恋人役で出演し、テレビドラマデビューを果たした。
27～28歳の頃には一旦女優業から遠ざかっていたが、この間は、この当時入院していた母のバーの手伝いをしていた。
芸名の名付け親は、春上の名の名付け親と同じく川端康成。
2022年から一般社団法人 映像コンテンツ権利処理機構（aRma）の二次使用許諾手続きの為、行方を捜している

## 出演作品

### テレビドラマ

#### NHK
- へこたれんぞ（1970年）

#### 日本テレビ
- 怪奇十三夜 第3話「謎の幽霊御殿」（1971年）
- めくらのお市 第24話「男涙の忠太郎」（1971年）
- 青空浪人 浪人市場より 第2、3、9話（1971年） - おのぶ
- 姫君捕物控（1972年）
- 家光が行く 第5話「竹千代暗殺」（1972年） - 早苗
- 太陽にほえろ!
  - 第42話「知らない街で....」（1973年） - 古山刑事の娘
  - 第141話「無実の叫び」、第142話「真実はどこに?」（1975年） - 小谷恭子
- 伝七捕物帳
  - 第9話「旅がらす見参!」（1973年） - おふみ
  - 第38話「怪談・濡れた妖刀」（1974年） - おしの
  - 第97話「逆転歓喜の盃」（1976年） - おしの
- 水滸伝 第20話「親子砲の最後」（1974年） - 村の長の娘
- 鞍馬天狗 第19話「世直しまさかり組」（1975年） - 小菊
- 唖侍 第24話「哀しい女」（1974年）
- 桃太郎侍（高橋英樹版） 第185話「弱虫桃太郎と女盗賊」（1980年） - おちか
- 大江戸桜吹雪、八千両の舞（1981年） - 芸者
- 新五捕物帳 第155話「地獄からきた女」（1981年） - おせん
- 長七郎江戸日記 第1シリーズ
  - スペシャル「長七郎立つ! 江戸城の対決」（1984年） - たみ
  - 第115話「殺しの配達人」（1986年） - 織江
- 銭形平次 (風間杜夫) 第17話「あぶない親子」（1987年）

#### TBS
- ナショナル劇場→パナソニック ドラマシアター
  - 大岡越前 第1部 第14話「地獄の使者」（1970年） - おそで
  - 江戸を斬るII 第15話「めで鯛八五郎」（1976年） - おいち
  - 水戸黄門
    - 第6部 第20話「若者の恋 ‐和歌山‐」（1975年） - おたか
    - 第7部 第15話「大見得きった偽黄門 -酒田-」（1976年） - おはる
- 冠婚葬祭入門（1971年） - あかね
- ブラザー劇場（1972年）
  - 刑事くん 第1部 第45話「別れの旅」
  - 熱血猿飛佐助 第7話「長い旅の果てに」 - 夕鶴
- アイアンキング 第15話「マラソン怪獣カプリゴン」（1973年） - かず子
- 必殺シリーズ
  - 必殺仕掛人 第31話「嘘の仕掛けに仕掛けの誠」（1973年）
  - 必殺仕置人 第16話 「大悪党のニセ涙」（1973年） - おしず
  - 助け人走る 第26話 「凶運大見料」（1974年） - おそで
- 秘密のデカちゃん 第25話「署長マッサオ、秘密がピンチ」（1981年）

#### フジテレビ
- 旗本退屈男 第14話「小田原の虫退治」（1971年） - 亜美
- ライオン奥様劇場 / 慟哭の花 第26、28、29話（1971年）
- 浮世絵 女ねずみ小僧 第1シリーズ 第7話「謎の尼寺 伝明院」（1971年）
- 木枯し紋次郎 笹沢左保 峠シリーズ 第3話「暮坂峠への疾走」（1972年） - 娘
- おらんだ左近事件帖 第19話「お江戸の恋の物語」（1972年） - お駒
- 青春をつっ走れ 第7話「ケーキがむすんだあの子とあいつ!」（1972年） - 本間和子
- お祭り銀次捕物帳 第12話「罠にかかった安五郎」（1972年） - お染
- 銭形平次 (大川橋蔵)
  - 第327話「素浪人名医」（1972年）
  - 第498話「愛のきずな」（1975年） - お加代
  - 第516話「やわ肌鉄火」（1976年） - おみの
  - 第854話「許されざる者」（1983年）
- 泣くな青春 第8話「若い命の詩」（1972年）
- 無宿侍 第2話「皆殺しの宿場」（1973年）
- 笹沢左保シリーズ 八州犯科帳（1973年）
  - 第1話「命を買った女」
  - 第11話「通り雨の女」
- 夫婦旅日記 さらば浪人 第10話「泣き笑い花道の男」（1976年）
- 柳生一族の陰謀 第28話「闇に光る眼」（1979年） - 天秀尼
- 時代劇スペシャル
  - 地獄の左門十手無頼帖 第1作「与力妻殺人事件の背景と暗殺の謎」（1982年）
  - 御金蔵破り 第3作「家康の首」（1983年）
- 影の軍団II 第16話「牝蜂は二度刺す!」（1982年）
- 暁に斬る! 第3話「晒された悪夢」（1982年）
- 流れ星佐吉 第20話「大江戸純情物語」（1984年）
- 土曜ワイド / 小さな目撃者（1988年）

#### テレビ朝日
- 剣豪 第1話（全4回）「武蔵に勝った強い奴」（1970年）
- ナショナルゴールデン劇場 / 花と竜（1970年）
- 丹下左膳（1970年） - 萩乃
- 人形佐七捕物帳 第25話「怪奇・鬼娘」（1971年） - お初
- 荒野の素浪人
  - 第1シリーズ 第12話「慕情 赤い谷の女」（1972年）
  - 新・荒野の素浪人 第10話「群狼の宿」（1974年）
- うなぎのぼり鯉のぼり 第10話（1972年） - 大沢百合子
- さすらいの狼 第15話「罠を放った矢場の女」（1972年）
- 仮面ライダー 第77話「怪人イモリゲス じごく牧場の決斗!」（1972年） - 三上ヒロコ[3]
- 緊急指令10-4・10-10 第14話「黒猫が見た」（1972年） - 桜井紀子
- 長谷川伸シリーズ 第11話「三ッ角段平」（1972年）
- 荒野の用心棒（1973年）
  - 第7話「鷲ノ巣谷に死の影が走って…」
  - 第24話「女豹は白銀峡に吼えて…」 - 香織
- 素浪人 天下太平 第10話「はぐれ鴉の流れ唄」（1973年） - おかよ
- 非情のライセンス
  - 第1シリーズ 第19話「兇悪の夢」（1973年） - 佐藤あかね
  - 第2シリーズ
    - 第22話「兇悪の夫婦」（1975年） - 小谷マキ
    - 第39話「やさしい兇悪」（1975年） - 食堂の女
    - 第74話「兇悪のフェニックス」（1976年） - 由紀
- 遠山の金さん捕物帳 第148話「殺しを引受けた女」（1973年） - お夕
- 狼・無頼控 第16話「紅蜘蛛の復讐」（1974年）
- 特別機動捜査隊
  - 第648話「白い死の手錠」（1974年） - 律子
  - 第745話「大学は出たけれど」（1976年） - 加代
- 遠山の金さん（杉良太郎版）
  - 第1シリーズ 第40話「嵐の中に立つ姉妹」（1976年） - お米
  - 第2シリーズ 第23話「炎の罠から消えた女」（1979年） - お初
- 人魚亭異聞 無法街の素浪人 第18話「港に散った紅い花」（1976年）
- ザ・ハングマン
  - ザ・ハングマンII（1982年）
    - 第5話「結婚殺人の甘い汁」
    - 第20話「美人姉妹の危険な就職」

  - 新ハングマン 第8話「代議士の自殺を演出する兄弟秘書」（1983年）
  - ザ・ハングマン4 第17話「浮気ドライブに追突事故が演出される!」（1985年）
  - ザ・ハングマンV 第23話「人妻パピヨンが拳銃屋をラブハントする!」（1986年）
- 赤かぶ検事奮戦記III 第4話「父に犯された娘?」（1983年）
- 遠山の金さん（高橋英樹版） 第155話「愛よ甦れ! 傷だらけの娼婦」（1985年） - お園
- 特捜最前線 第463話「傷痕・男達のララバイ!」（1986年）

#### 東京12チャンネル→テレビ東京
- 大江戸捜査網
  - 第1シリーズ
    - 第12話「八百八町のいかす奴」（1970年）
    - 第16話「喧嘩渡世 命売ります」（1971年）
    - 第50話「大暴れ! ろくでなし稼業」（1971年）

  - 第2シリーズ
    - 第32話「幸福を拾った娘」（1972年）
    - 第42話「恐怖の街の暴れん坊」（1973年）
    - 第45話「御神火太鼓に男が燃える」（1973年）

  - 第3シリーズ
    - 第5話「深川慕情」（1973年）
    - 第31話「男の涙」（1974年）
    - 第46話「おんな牢秘話」（1974年）
    - 第87話「殺人依頼の謎」（1975年）
    - 第133話「闇夜に咲いた夫婦花」（1976年）
    - 第148話「怪盗 炎の中を走る」（1976年）
    - 第250話「白昼に消えた死体の謎」（1978年）
    - 第371話「花吹雪 炎に舞う一番纏」（1981年）
    - 第385話「おんな湯 殺人事件」（1981年） - およう（新内小僧）
    - 第495話「母が哭く 津軽三味線呪い節」（1983年）
- 紫頭巾事件帖 第24話「尼寺に?」（1972年） - 貞仙尼
- おんな組アクション控 第10話「凶状持ち」（1972年） - おゆう
- 旅人異三郎 第22話「黄金地獄を涙が斬った」（1973年） - お春
- 高校教師（1974年）
- 愛のドラマシリーズ / 孤独の賭け（1978年） - 信子